# Есеница
Есеница (болг. Есеница) — село в Болгарии. Находится в Варненской области, входит в общину Вылчи-Дол. Население составляет 363 человека.

## Политическая ситуация
В местном кметстве Есеница, в состав которого входит Есеница, должность кмета (старосты) исполняет Сали Раимов Мехмедов (Движение за права и свободы (ДПС)) по результатам выборов.
Кмет (мэр) общины Вылчи-Дол — Веселин Янчев Василев (независимый) по результатам выборов.